# Mosselbaai
Mosselbaai este un oraș din Provincia Western Cape, Africa de Sud.